# Deessa
Una deessa o dea és una deïtat femenina.

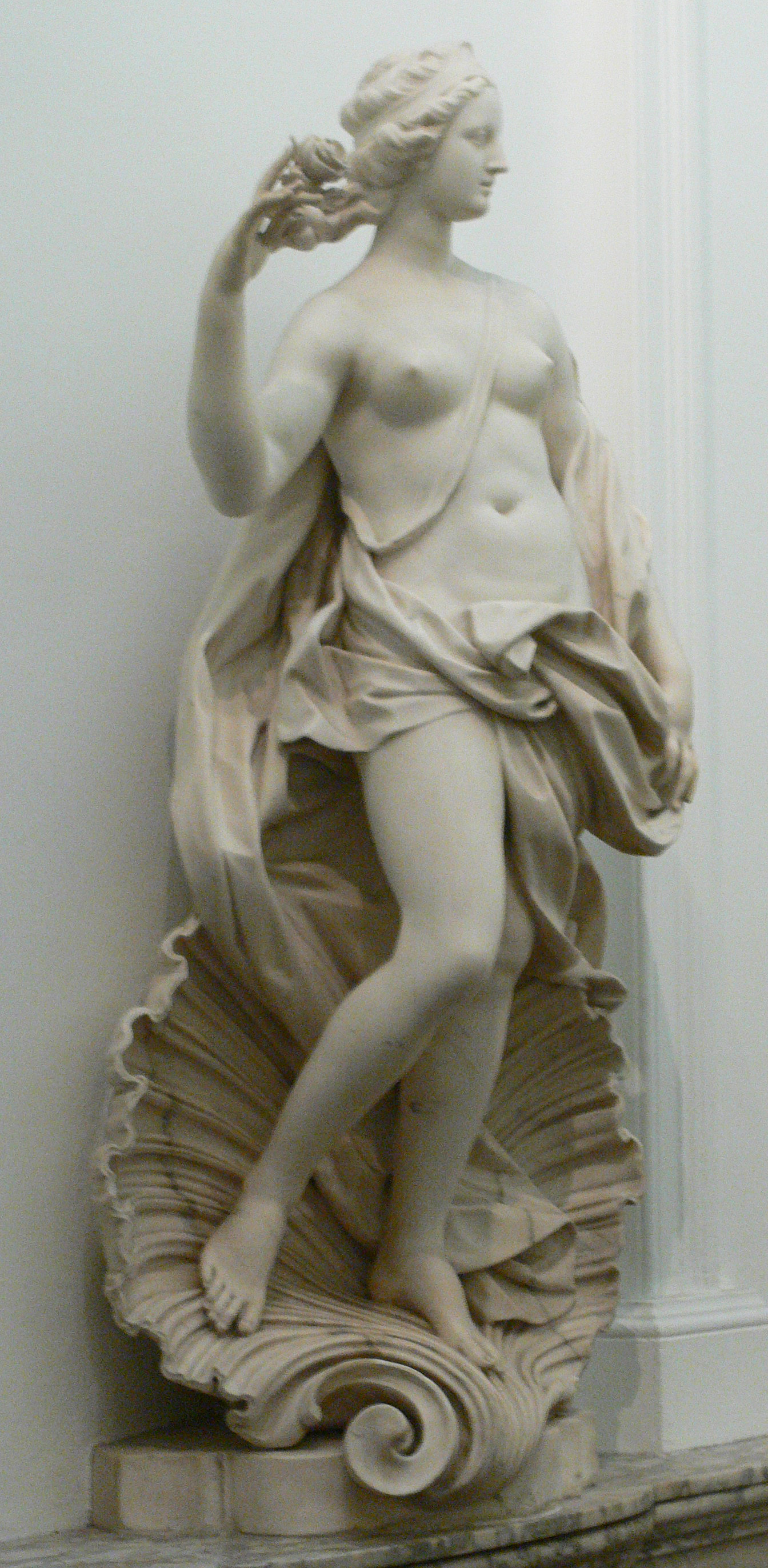
Afrodita és la deessa grega de la bellesa i l'amor.

Pot jugar diferents papers. D'una part pot ser la contrapart femenina de divinitats masculines, sigui perquè es concep aquell poder com repartit entre una parella divina o sigui perquè se les considera consorts dels déus mascles d'aquella atribució i en comparteixen els atributs, com  la tridevi hindú, equivalent femenina de la tríada de déus trimurti.
Les religions politeistes, incloent els reconstruccionalismes politeistes, honoren diverses deesses i déus, i normalment els entenen com a déus separats. Aquestes deïtats poden formar part d'un panteó, o diferents religions poden tenir deïtats tutelars. Els reconstruccionistes, com els seus antics predecessors, honoren les deïtats particulars dels seus territoris o país d'origen. En el cas de ser deïtats independents de les masculines, poden tenir atributs variats. L'evolució històrica ha fer predominar en les deesses característiques associades als rols de gènere de les dones, com ara deesses filadores, de protecció de la llar, etc. També acostumen a estar lligades a les virtuts de la bellesa, l'amor, la maternitat i la fertilitat. Això, però, no és una constant, com prova l'abundor de deesses guerreres o caçadores.
En determinades tradicions, una mateixa divinitat canvia de gènere segons la regió (com Attar) o bé és andrògina o hermafrodita.
Per altra banda, existeix el concepte de deessa com a figura femenina sagrada té un lloc central en l'adoració i l'oració religiosa. Així es considera segons la mitologia feminista que va succeir amb la deessa mare prehistòrica (de la qual derivarien la resta de dees), o com passa al xactisme, una de les tres sectes més importants de l'hinduisme, on s'adora una força femenina que anima el món. En el budisme tibetà, el més elevat que qualsevol persona pot aconseguir és esdevenir com la femella gran femella Buddha (per exemple Arya Tara), que es representa com una protectora suprema, agosarada i plena de compassió amb tothom.